# یواس‌اس ایروکوا (۱۸۵۹)
یواس‌اس ایروکوا (۱۸۵۹) (به انگلیسی: USS Iroquois (1859)) یک کشتی بود که طول آن ۱۹۸ فوت ۱۱ اینچ (۶۰٫۶۳ متر) بود. این کشتی در سال ۱۸۵۹ ساخته شد.